# Polygonální stodola (Široký Důl)
Polygonální stodola v obci Široký Důl v okrese Svitavy v Pardubickém kraji, asi 5 km severozápadně od Poličky, je typickým příkladem vesnické hospodářské stavby s mnohobokým (polygonálním) půdorysem. Roubený hospodářský objekt je zapsán na Ústředním seznamu kulturních památek České republiky pod číslem 24123/6-4413.

## Popis stavby
Desetiboká roubená stodola, která stojí na pozemcích poblíž zděného statku čp. 4 ve východní části obce Široký Důl, je krytá vysokou sedlovou doškovou střechou. Zatímco na jižní straně je obdélný půdorys stavby zakončen polygonálním uzávěrem, stěna na severní straně je rovná, avšak střecha nad ní, podepřená sloupy, je polygonální, takže pod touto částí střechy je krytý prostor. Stodola pochází z 19. století, později k ní byl na západní straně přistavěn krytý mlat s vraty. Vjezd do stodoly, rovněž krytý stříškou, je na východní straně objektu. Uvnitř stodoly je patro, oddělené nízkým dřevěným stropem. Podlaha ve stodole je hliněná.

## Přístup
Stavba se nachází v údolí Jalového potoka ve východní části Širokého Dolu poblíž komunikace, která vede od silnice I/34 přes Široký Důl do Sebranic, a cesty, která v těchto místech odbočuje ke zdejšímu evangelickému hřbitovu. Historická stodola stojí uprostřed zahrady na soukromém pozemku. Nejbližší autobusová zastávka Široký Důl, host. je od areálu statku čp. 4 vzdálena přibližně 350 metrů, po přilehlé komunikaci vede cyklotrasa č. 4107.

## Galerie

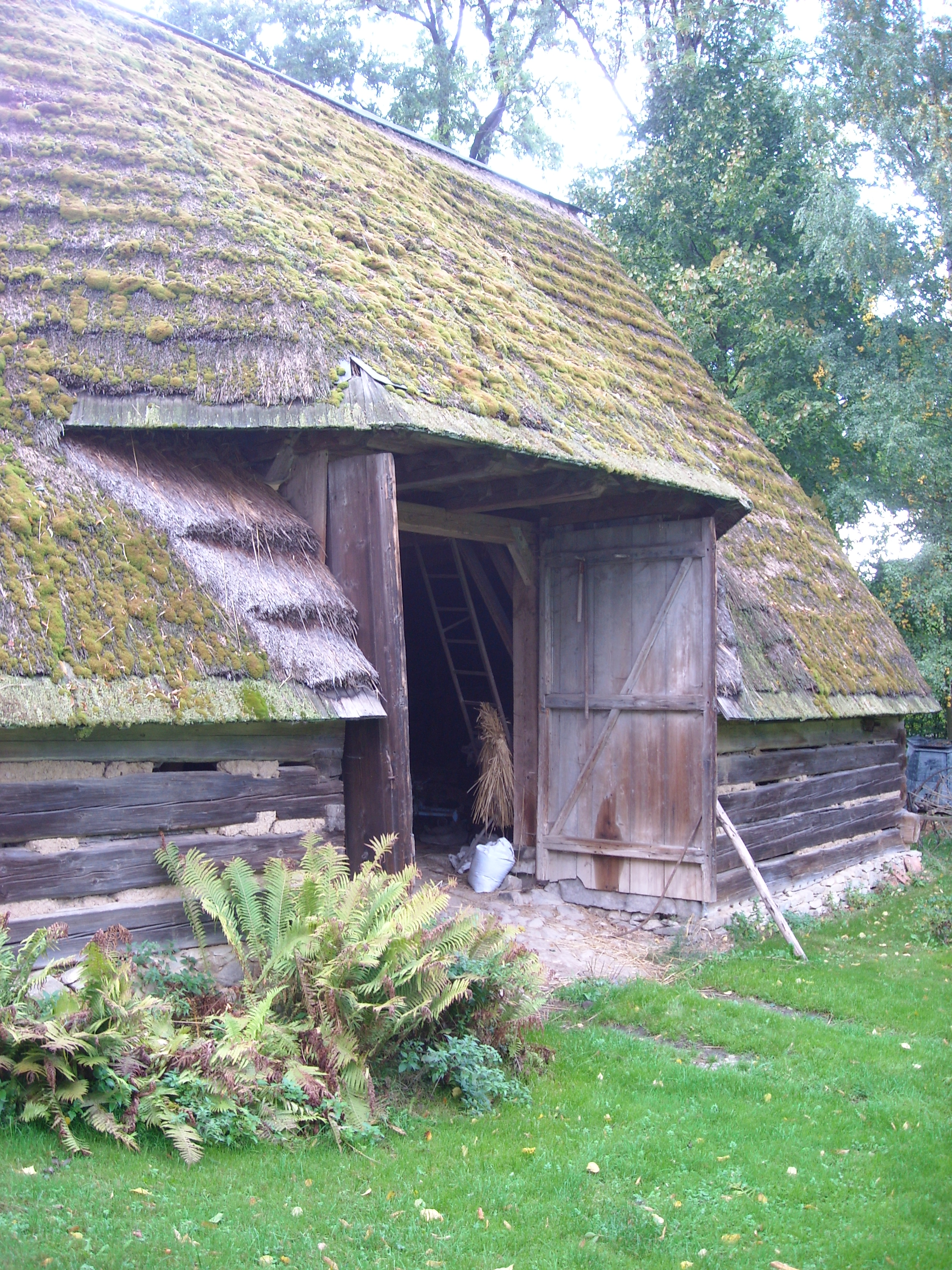
Krytý vjezd do stodoly
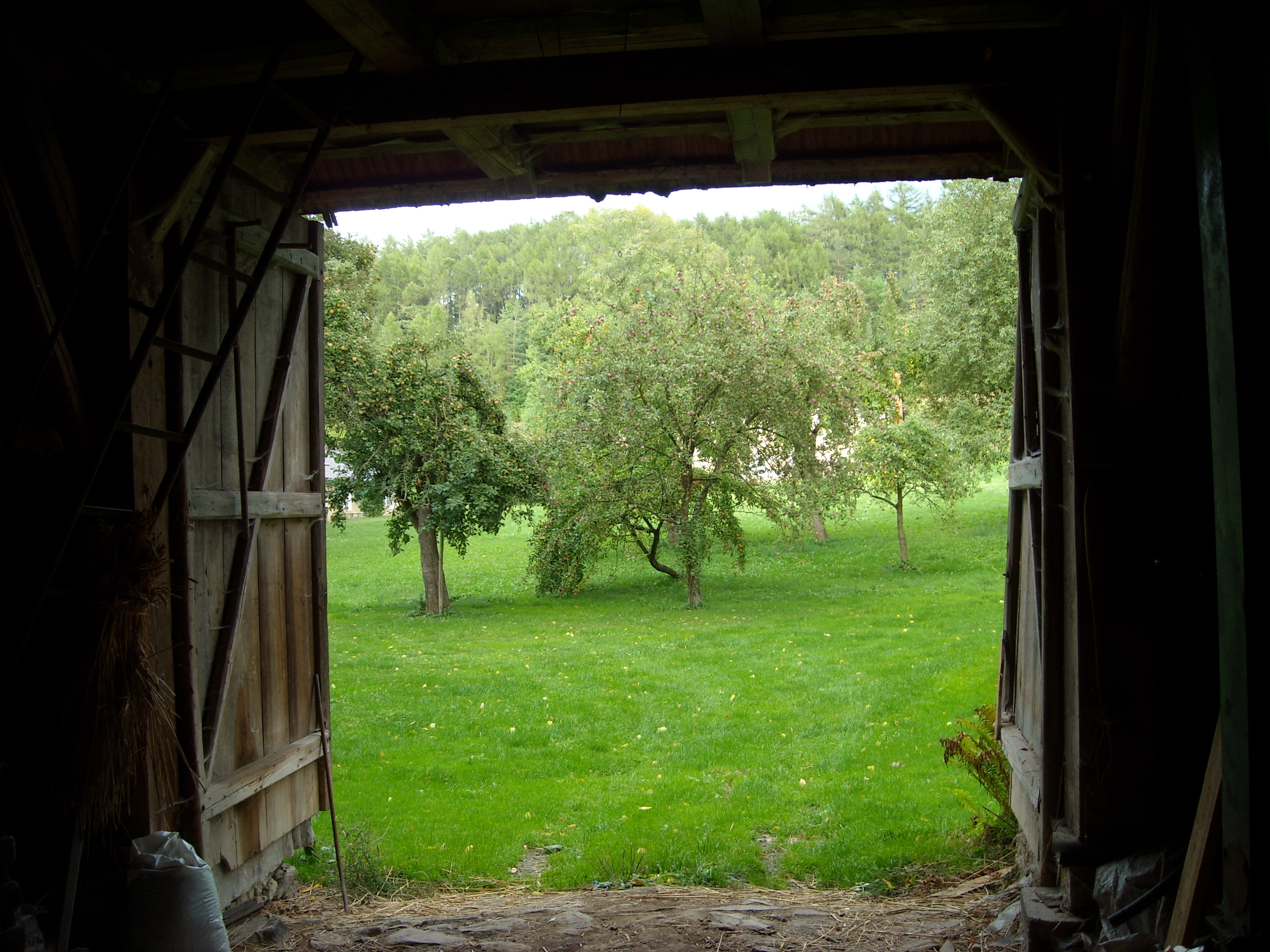
Výhled ze vrat stodoly
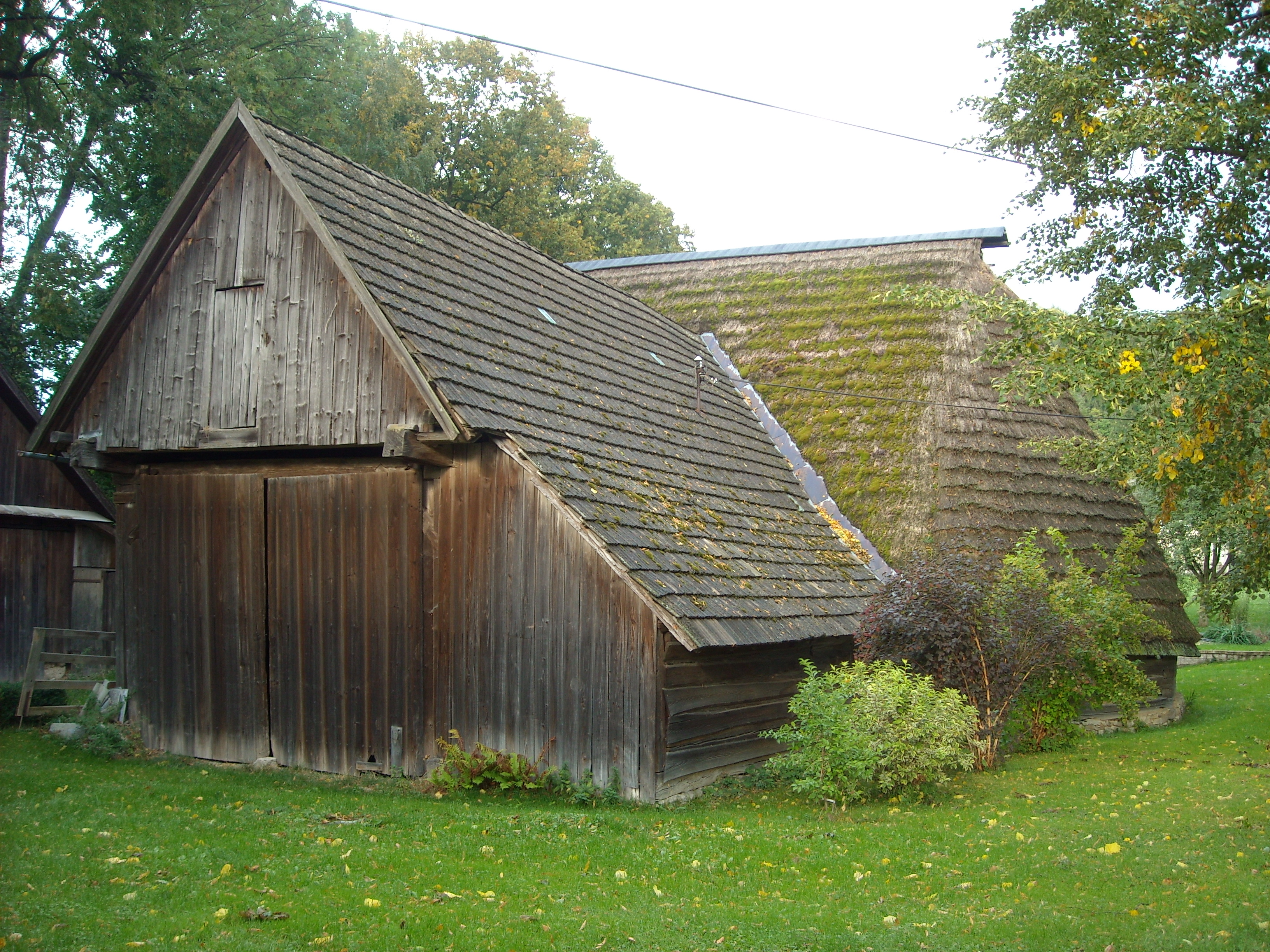
Přístavek s mlatem
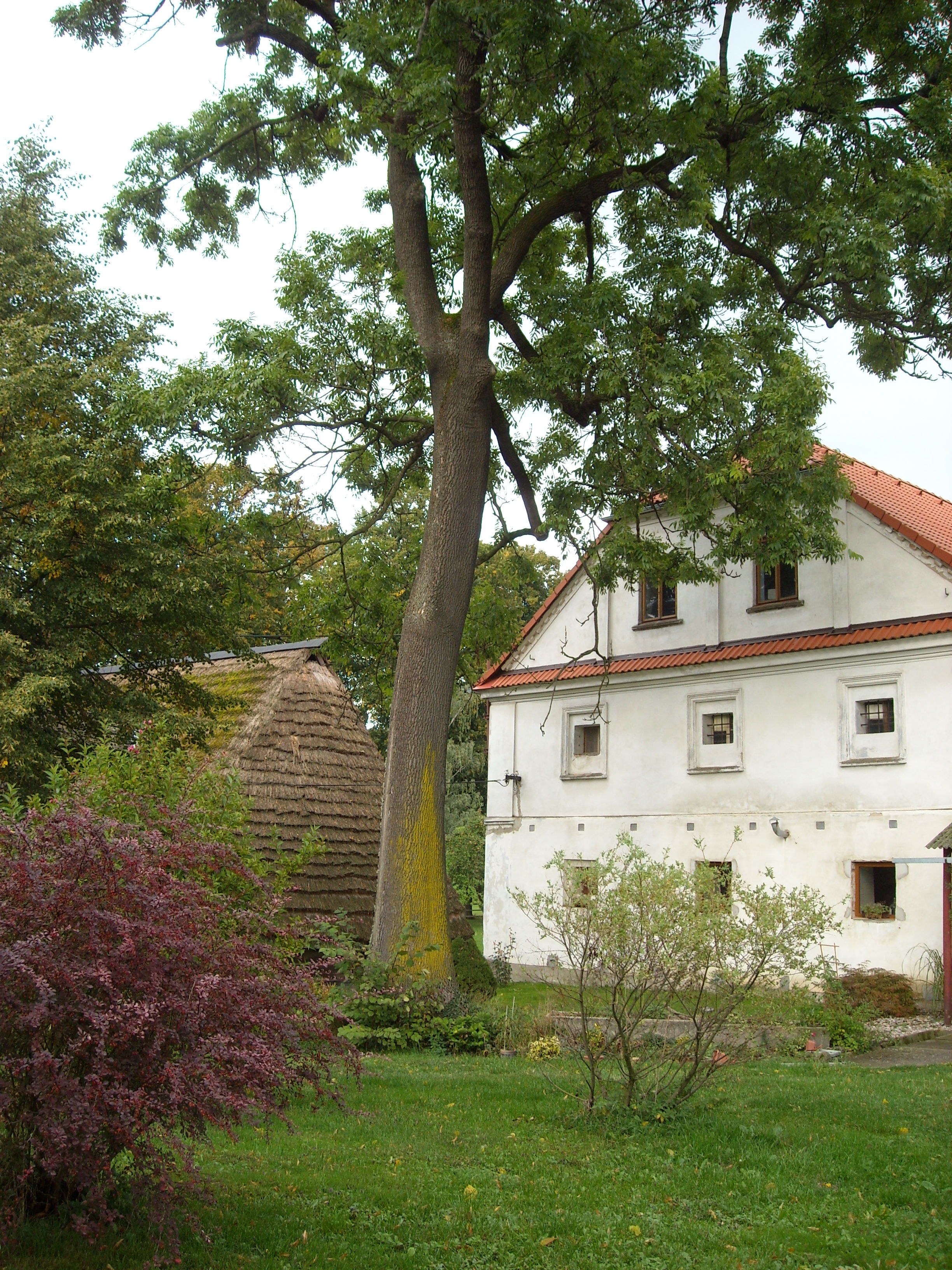
Stodola a zděný statek